# Parcul Național Mesa Verde
Parcul Național Mesa Verde este un parc național și loc în patrimoniul mondial UNESCO aflat în comitatul Montezuma din statul american Colorado. El protejează unele dintre cele mai bine păstrate situri arheologice ale vechilor puebloani din Statele Unite.
Înființat de președintele Theodore Roosevelt în 1906, parcul ocupă 21.280 ha lângă regiunea Four Corners din Sud-Vestul SUA. Cu peste 4300 de situri, inclusiv 600 de locuințe rupestre, este cea mai mare rezervație arheologică din SUA. Mesa Verde (în traducere literală din spaniolă, „masa verde”) este celmai bine cunoscută pentru structuri ca Palatul Râpilor, considerată cea mai mare așezare rupestră din America de Nord.
Începând cu c. 7500 î.e.n., Mesa Verde a fost locuită sezonier de un grup de paleoindieni nomazi denumiți Cultura Foothills Mountain. Varietatea de vârfuri de proiectile găsite în regiune sugerează că ei au fost influențați de zonele înconjurătoare, inclusiv de Marele Bazin, de Bazinul San Juan, și de Valea Rio Grande. Ulterior, popoare arhaice și-au făcut adăposturi rupestre semipermanente în mesa. Până pe la 1000 î.e.n., din populația arhaică locală s-a dezvoltat cultura coșarilor, și până la 750 î.e.n. aceasta evoluase în poporul vechilor puebloani.
Mesaverdenii au supraviețuit folosind o combinație de vânătoare, cules și agricultură de subzistență, cultivând porumb, fasole și dovlecei. Ei au construit primele pueblos de pe mesa după 650, și la sfârșitul secolului al XII-lea începuseră să construiască masivele locuințe rupestre pentru care este celebru parcul. Pe la 1285, după o perioadă de instabilitate socială și ecologică determinată de o serie de secete pronunțate și prelungite, ei au abandonat zona și au migrat spre sud către unele puncte din Arizona și New Mexico, între care Rio Chama, Platoul Pajarito și Santa Fe.

## Început de istorie
Exploratorii spanioli care cautau un traseu de la Santa Fe la California în 1760 și 1770 au fost primii europeni care au ajuns la regiunea Mesa Verde (masa verde), pe care au numit-o după ce sa ridicat, platoul acoperit de arbori. Cu toate acestea, ei nu a avut sansa de a vedea cele mai vechi sate din piatra, care rămân un secret pentru un alt secol. Ca un adevarat vanator de locuri, John Moss, face publice observațiile cunoscute în anul1873. În anul următor el a condus eminent fotograful William Henry Jackson prin Mancos Canyon, din acea regiune. Totusi nu Jackson publica fotografiile facute unei locuințe tipice din piatra. În 1875 geologul William H. Holmes reface traseul lui Jackson. Rapoartele celori doi, Jackson și Holmes, au fost incluse într-un sondaj in anul 1876, unul din cele patru eforturi federale finanțate pentru a explora Vestul Americii. Acestea și alte publicații au condus la propuneri de studiu sistematic pe site-uri arheologice. În același timp, au fost observate în Mesa Verde numeroase mari structuri de piatră. Colecționarii privați ai Societății Istorice din Colorado și-au început asamblarea unei mici biblioteci de publicatii relevante. De asemenea, ei au fost si cei care au descoperit potențialul turistic al acestor locuinte din piatra si au cautat în mod sistematic sa dezvolte acest lucru devenind astfel primii experti in acest domeniu. Deși au continuat sa sape în ruine, să bată în jos niște pereți și acoperișuri pentru a favoriza cat mai mult posibil accesul turistilor și sa colecteze artefacte, ei nu au tinut cont de informatiile deja cunoscute cu privire la structura acestor constructii , ei au fost responsabili de greselile provocate.
Un vizitator de remarcat din New York a fost un ziarist pe nume Virginia McClurg, ale căror eforturi, într-o perioadă de cativa ani, a ajutat în cele din urmă la statutul de parc pentru Mesa Verde. Un altul care s-a implicat, în 1889 și 1890, a fost fotograful , totodata si scriitor, Frederick H. Chapin. El a făcut descrierea peisajului și structurilor din 1890 intr-un articol de carte , al căror fotografii excelente au fost expuse la prima vedere din Mesa Verde la dispoziția publicului. Ca și alți vizitatori in primii ani, el a fost condus de Wetherills.
Poate că cel mai important a fost vizitatorul Gustaf Nordenskiöld, fiul exploratorului finlandez-suedez Adolf Erik Nordenskiöld, în anul 1891. Nordenskiöld, un mineralog instruit, a introdus metode științifice pentru a colecta artefacte, înregistrand locații, fotografiind extensiv și coreland cu ceea ce el a observat in existente literaturi arheologice, precum și din țara sa de origine.
La întoarcerea în Suedia a publicat, în 1893, primul studiu erudit de ruine, de pe stâncile din Mesa Verde, care a pus Mesa Verde pe hartă în comunitatea internațională. Activitatile lui Nordenskiöld au rămas controversate pentru multe decenii, dar sunt, în general, recunoscute ca fiind extrem de valoroase, si azi. Nordenskiöld a colectat artefacte din Mesa Verde, într-un muzeu din Helsinki.
In acest parc sunt diferite drumetii, trasee, o tabără, precum și facilități pentru alimente, combustibili, acestea nu sunt disponibile pe timp de iarna.
La Mesa Verde Parcul National Post Office are codul poștal 81330.

## Galerie de imagini

Parcul Național Mesa Verde
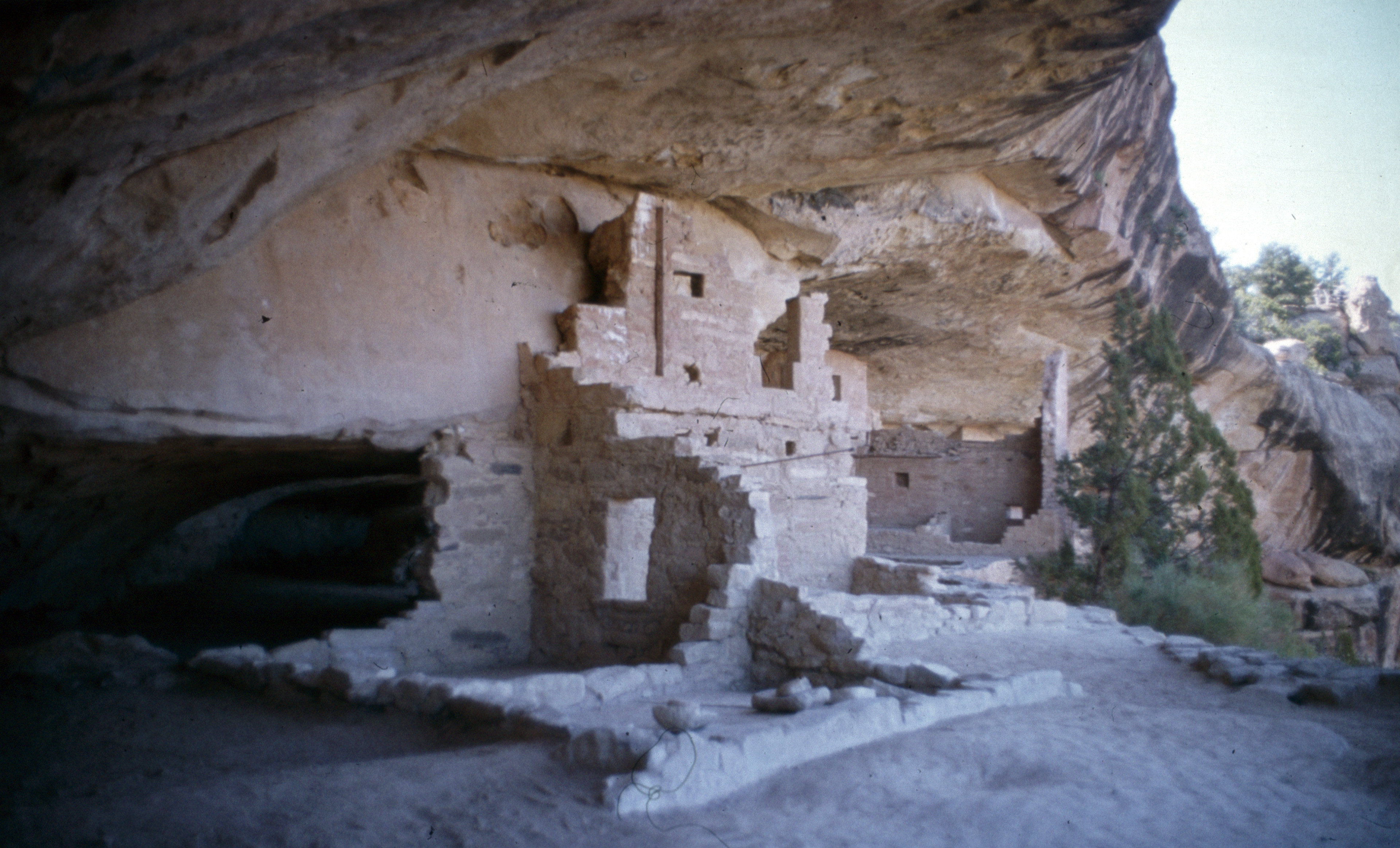
Balkony House
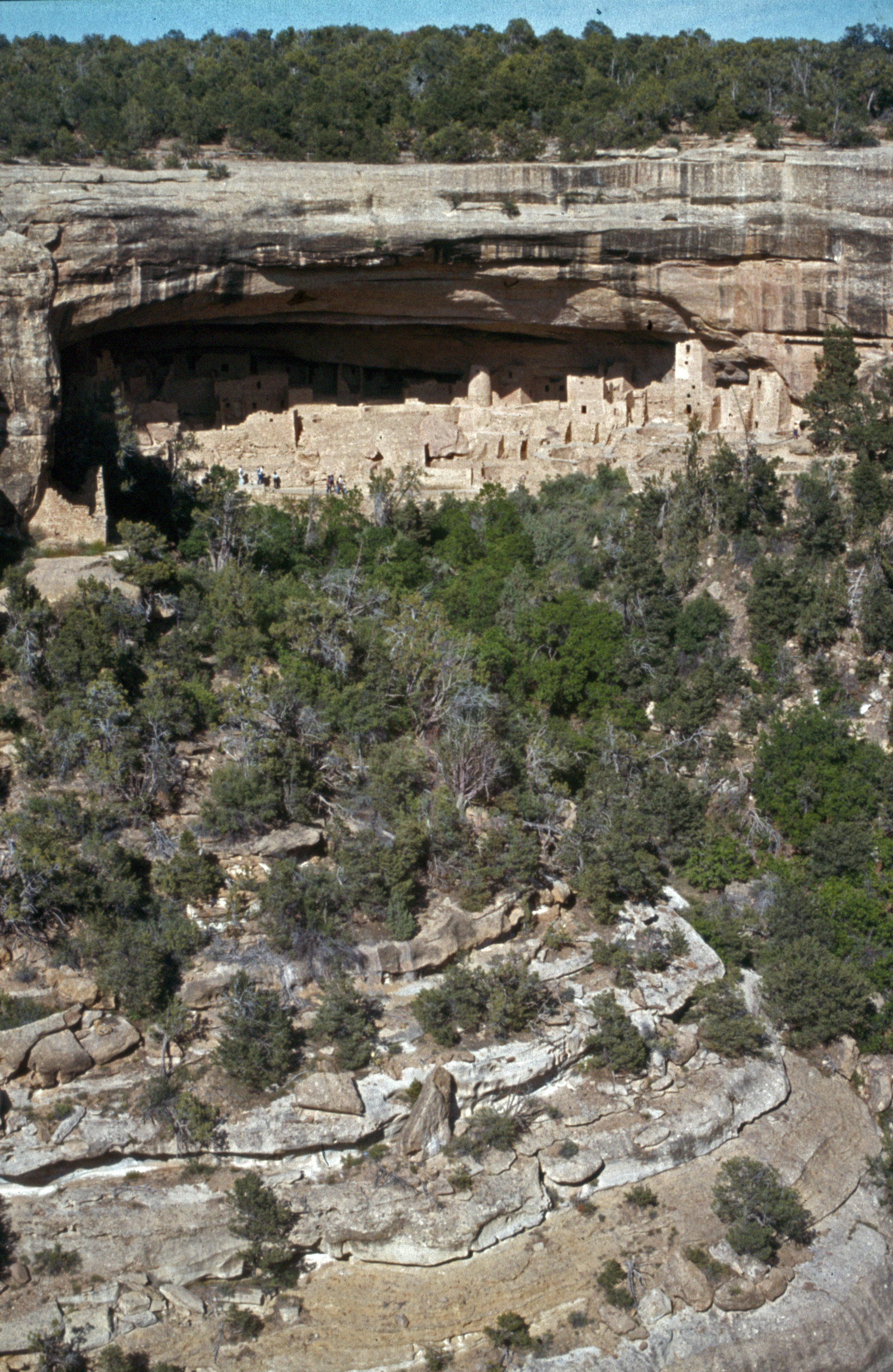
Cliff Palace
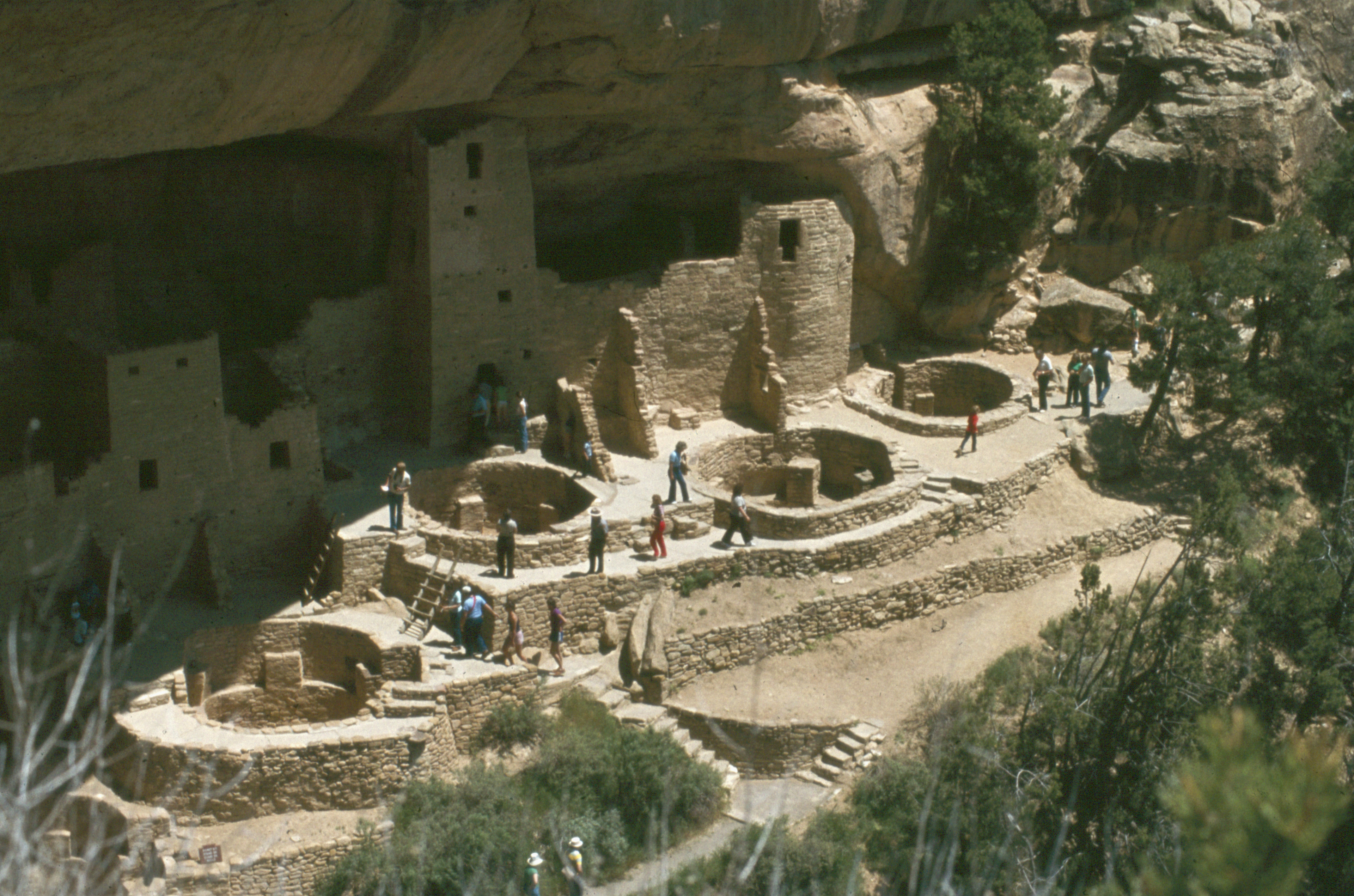
Cliff Palace
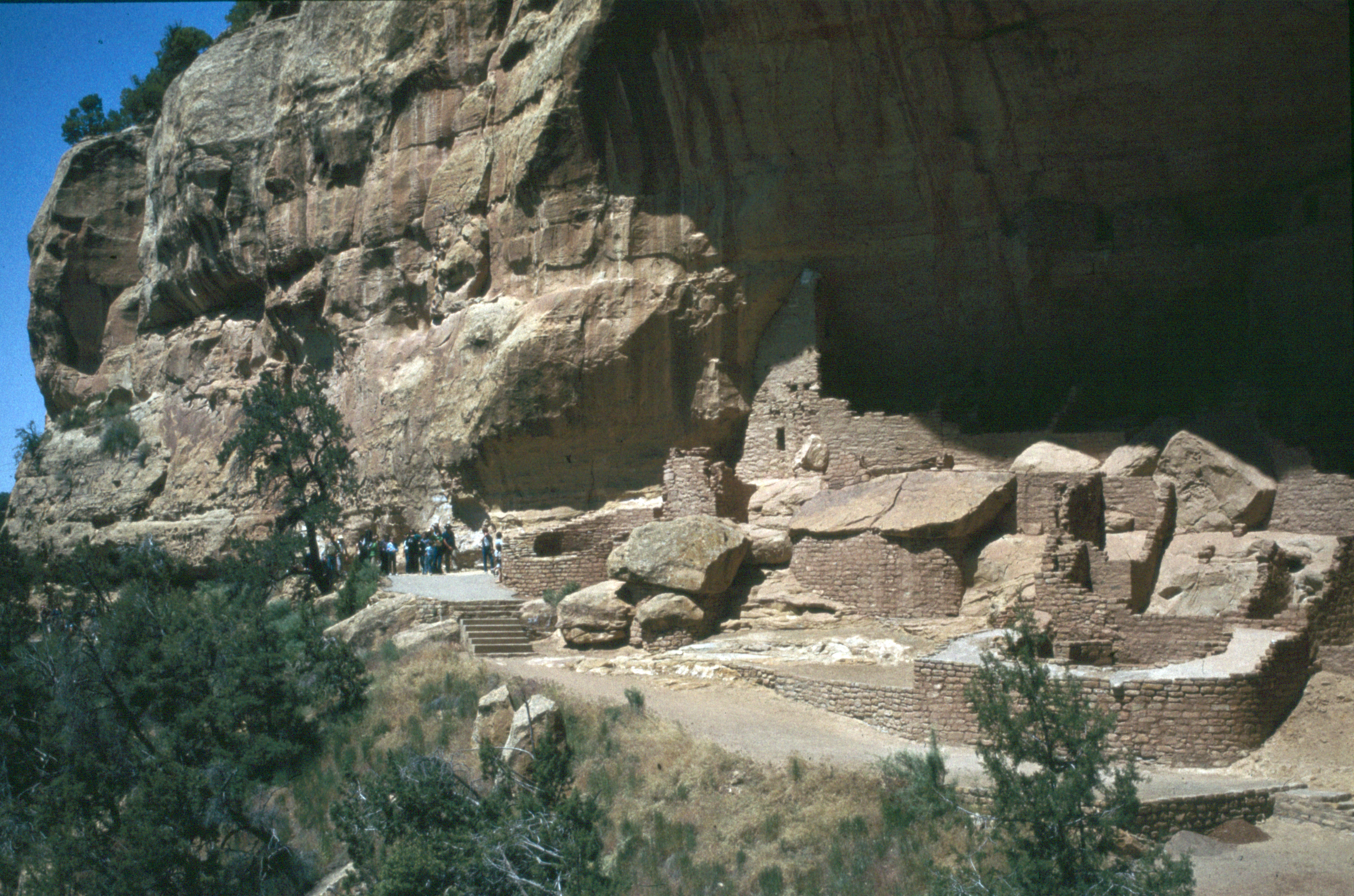
Long House
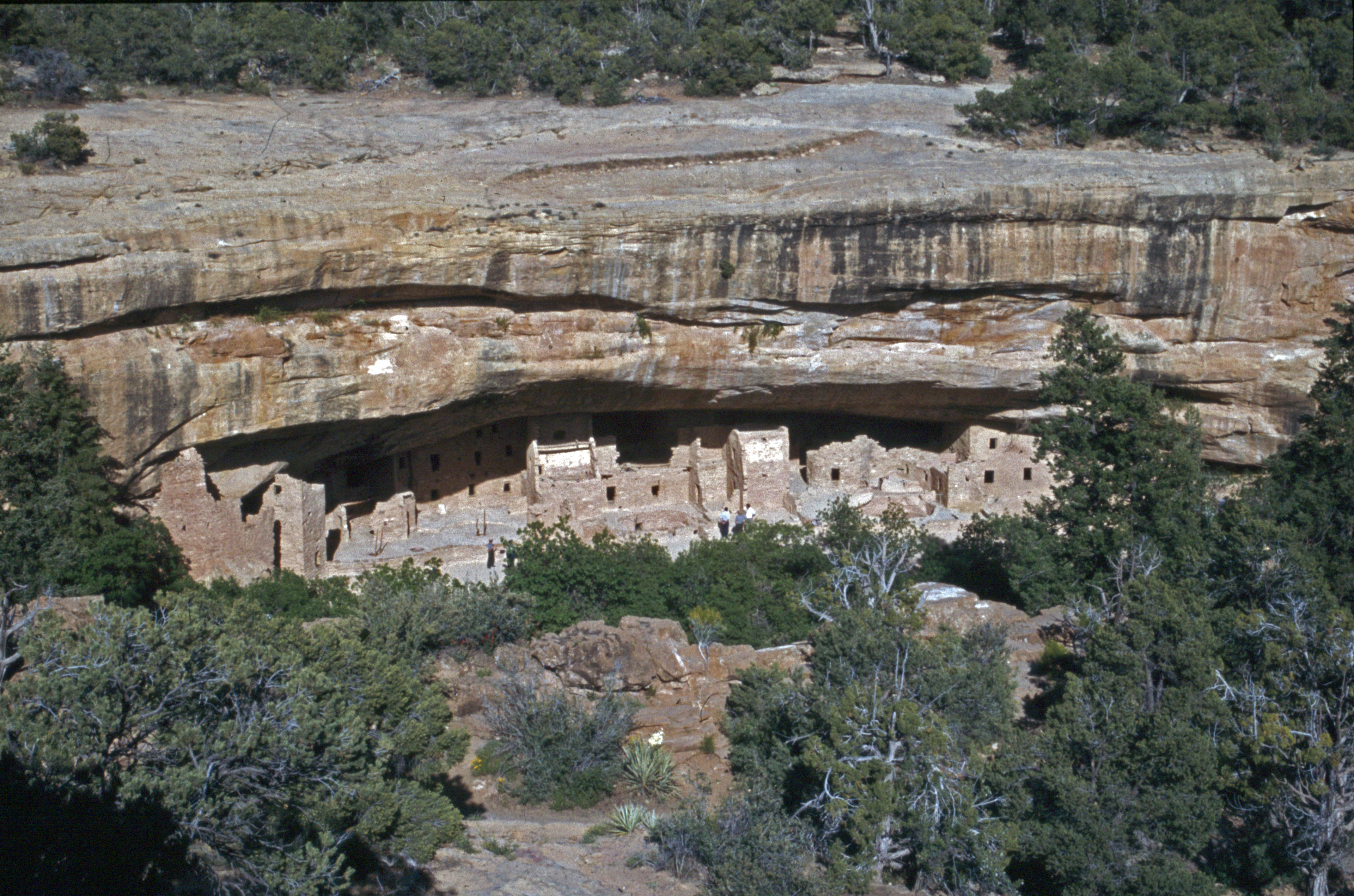
Spruce Tree House
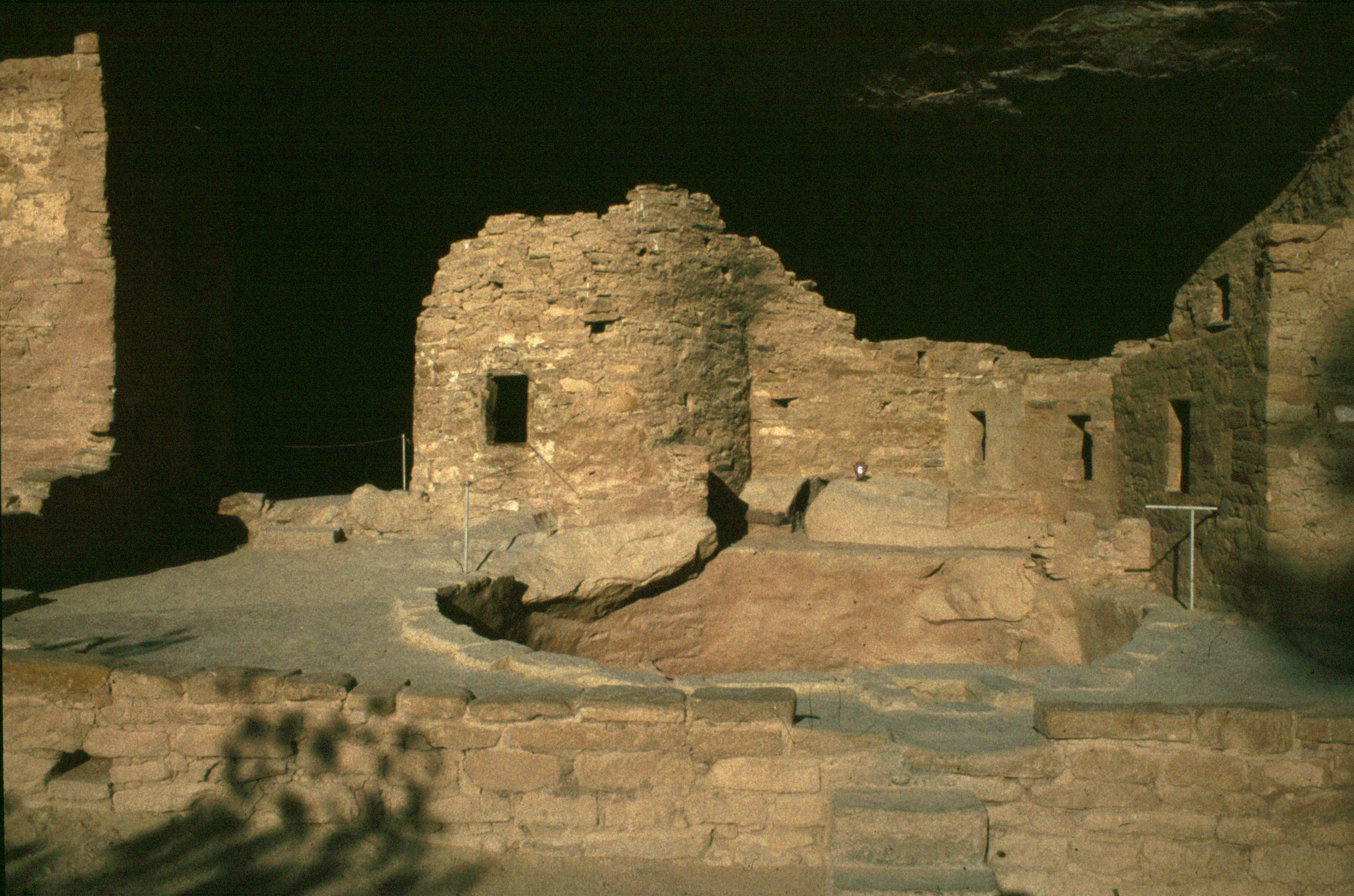
Spruce Tree House
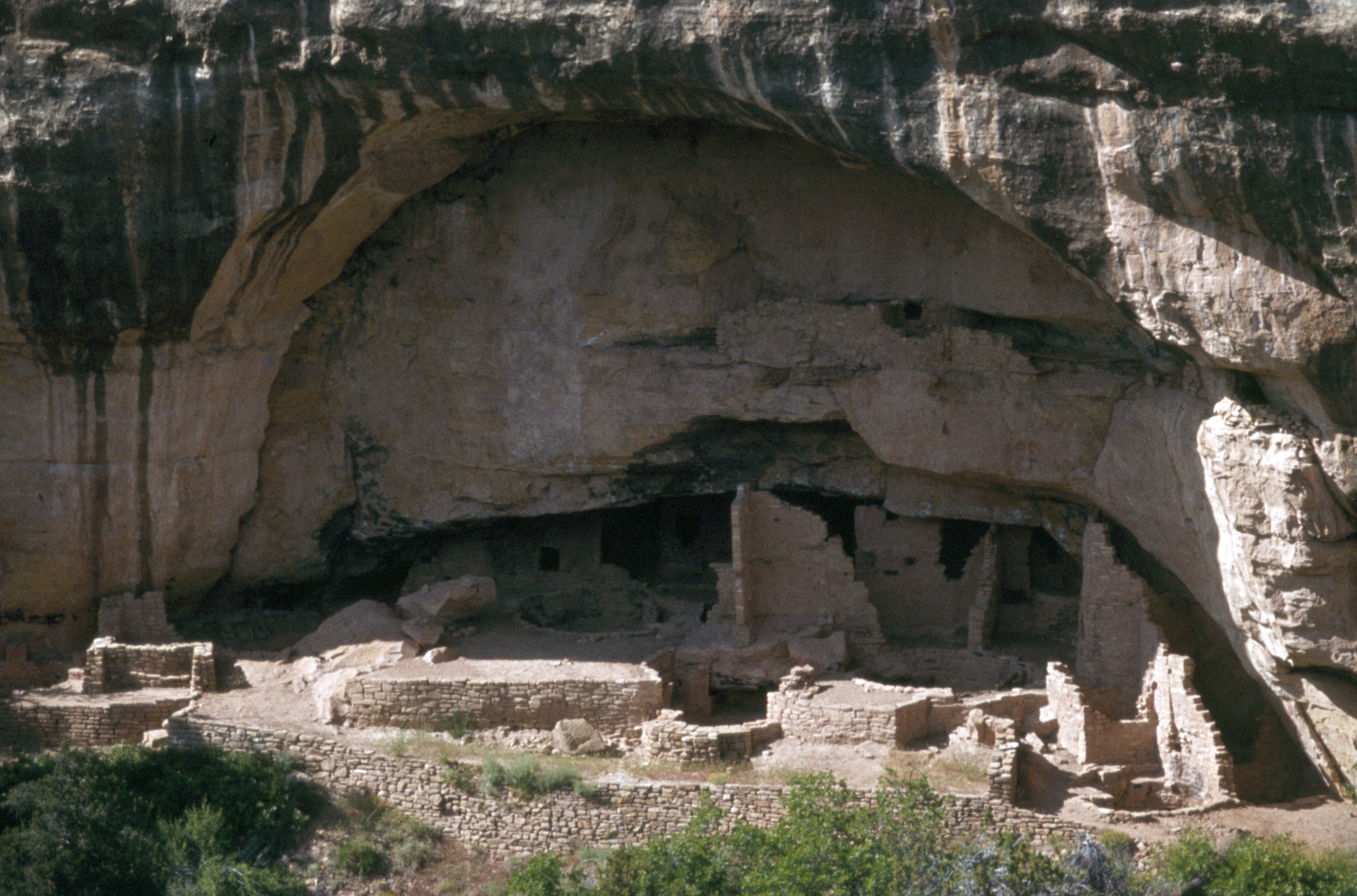
Oak Tree House
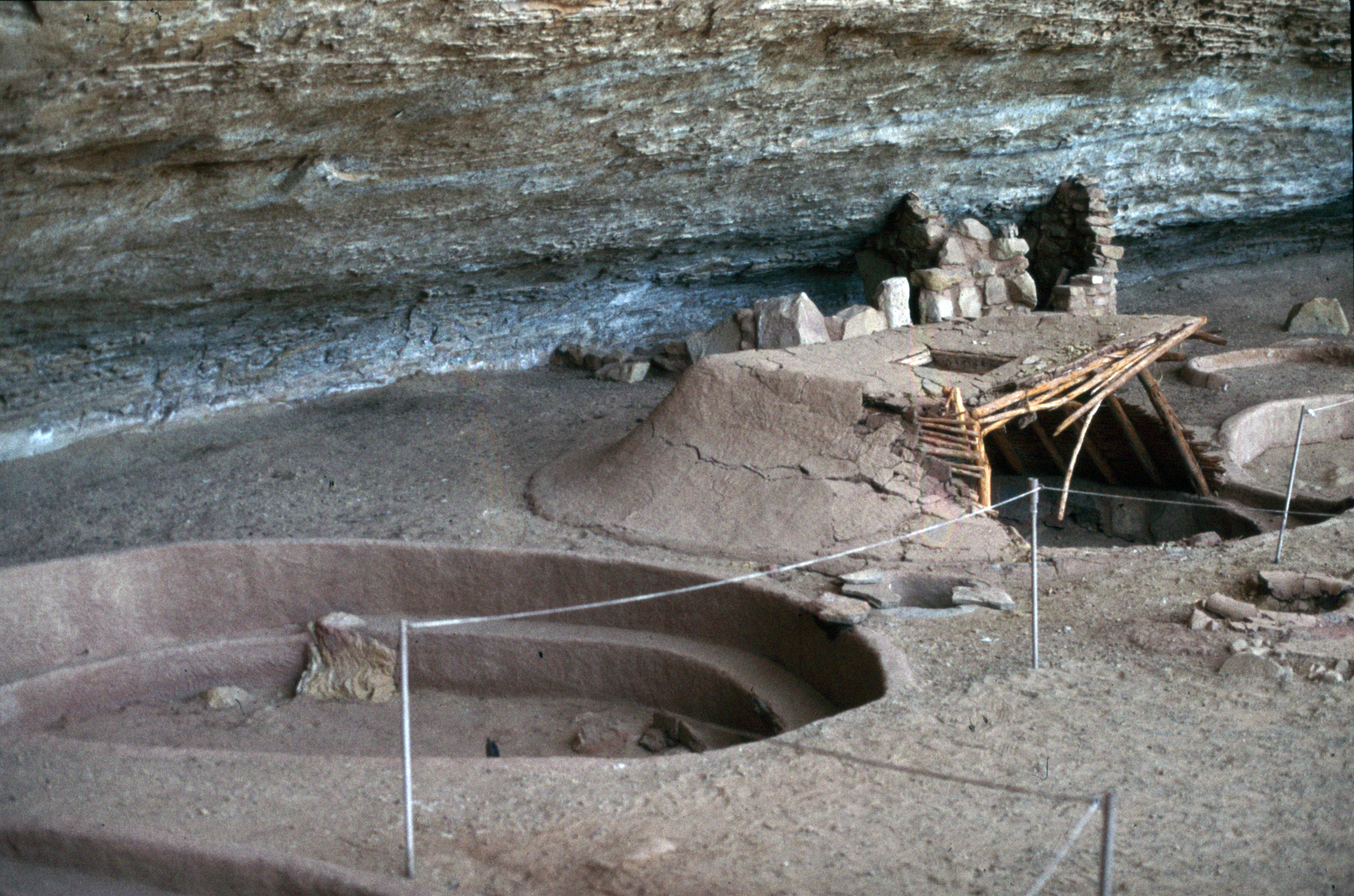
Step House